# Potentilla asperrima
Potentilla asperrima är en rosväxtart som beskrevs av Porphir Kiril Nicolai Stepanowitsch Turczaninow. Potentilla asperrima ingår i Fingerörtssläktet som ingår i familjen rosväxter. Inga underarter finns listade i Catalogue of Life.